# Ken Gerhardsson
Ken Stefan Gerhardsson, född 25 juni 1989 i Mikaels församling i Örebro, är en svensk programledare, journalist och skådespelare. Han är mest känd för sin medverkan i SVT:s barnprogram Lilla Sportspegeln (2022-2025), Lilla Aktuellt skola (2022-2025) samt Sommarlov (2025).

## TV-program (urval)
- 2025 Sommarlov (SVT Barn)
- 2022-2025: Lilla Aktuellt (SVT/UR)
- 2022-2025: Lilla Sportspegeln (SVT)
- 2025: Fria Ordets Dag (SVT/UR/SR)
- 2025: Sommarskuggan 10 (SVT)
- 2025: Skills (SVT)
- 2024: Crazy Chiiicken (SVT)
- 2023: Mini-agenterna (SVT)